# Shinjin-O
Shinjin-O (新人王? Re delle nuove stelle) è il nome di un torneo professionistico di go del Giappone.

## Torneo
Il torneo è organizzato dalla Nihon Ki-in e viene disputato ininterrottamente dal 1976. Inizialmente il torneo era riservato ai giocatori al di sotto dei trenta anni di età e del 7° dan di grado. Nel 2006 il torneo è stato riformato riducendo il limite di età a 25 anni e il livello a 6 dan; inoltre da questa edizione non si può vincere il torneo più di una volta.
Il torneo si disputa con partite singole ad eliminazione diretta a eccezione della finale, disputata al meglio delle tre partite. Il tempo di riflessione era di quattro ore a giocatore ma dopo la riforma è stato ridotto a tre ore.
Lo sponsor è lo Shinbun Akahata; il premio per il vincitore è di 2 milioni di yen (circa 13.000 euro) dalla trentatreesima edizione. Nonostante il basso premio in denaro, il torneo gode di grande prestigio poiché è considerato un trampolino di lancio per le giovani promesse, e aggiudicarselo significa attirare su di sé l'attenzione del mondo del Go.

## Albo d'oro
| Edizione | Anno | Vincitore          | Punteggio | Finalista          |
| -------- | ---- | ------------------ | --------- | ------------------ |
| 1        | 1976 | Kōichi Kobayashi   | 2–0       | Hidehito Nakamura  |
| 2        | 1977 | Kōichi Kobayashi   | 2–0       | Cho Chikun         |
| 3        | 1978 | Akira Ishida       | 2–1       | Masayuki Kurahashi |
| 4        | 1979 | Akira Ishida       | 2–1       | Hiroshi Yamashiro  |
| 5        | 1980 | Goro Miyazawa      | 2–0       | Tetsuya Kiyonari   |
| 6        | 1981 | Ō Rissei           | 2–0       | Sunao Hasegawa     |
| 7        | 1982 | Satoshi Kataoka    | 2–0       | Norimoto Yoda      |
| 8        | 1983 | Norimoto Yoda      | 2–0       | Goro Miyazawa      |
| 9        | 1984 | Toshiya Imamura    | 2–1       | Yujiro Hashimoto   |
| 10       | 1985 | Goro Miyazawa      | 2–0       | Toshiya Imamura    |
| 11       | 1986 | Norimoto Yoda      | 2–1       | Ō Rissei           |
| 12       | 1987 | Norimoto Yoda      | 2–1       | Wang Ming-wan      |
| 13       | 1988 | Hideki Komatsu     | 2–0       | Yaruichi Narusawa  |
| 14       | 1989 | Norimoto Yoda      | 2–0       | Hideo Izumitani    |
| 15       | 1990 | Norimoto Yoda      | 2–1       | Satoshi Yuki       |
| 16       | 1991 | Cho Sonjin         | 2–1       | Ryu Shikun         |
| 17       | 1992 | Hideki Komatsu     | 2–0       | Michael Redmond    |
| 18       | 1993 | Satoshi Yuki       | 2–0       | Tomoyasu Mimura    |
| 19       | 1994 | Tomoyasu Mimura    | 2–1       | Yang Chia Yuan     |
| 20       | 1995 | Tomoyasu Mimura    | 2–0       | Cho Sonjin         |
| 21       | 1996 | Shinji Takao       | 2–0       | Shinya Nakamura    |
| 22       | 1997 | Kimio Yamada       | 2–0       | Kikuyo Aoki        |
| 23       | 1998 | Keigo Yamashita    | 2–1       | Shinji Takao       |
| 24       | 1999 | Keigo Yamashita    | 2–0       | Naoki Hane         |
| 25       | 2000 | Keigo Yamashita    | 2–0       | Naoki Hane         |
| 26       | 2001 | Keigo Yamashita    | 2–0       | Hideo Kubo         |
| 27       | 2002 | Cho U              | 2–0       | Shinji Takao       |
| 28       | 2003 | So Yokoku          | 2–0       | Shuya Fujii        |
| 29       | 2004 | Tomochika Mizokami | 2–0       | Hideyuki Sakai     |
| 30       | 2005 | Kim Shushun        | 2–0       | Yūta Iyama         |
| 31       | 2006 | Takehisa Matsumoto | 2–1       | Ko Iso             |
| 32       | 2007 | Yūta Iyama         | 2–0       | Kenichi Mochizuki  |
| 33       | 2008 | Uchida Schuhei     | 2–0       | Ha Yoniru          |
| 34       | 2009 | Ri Ishu            | 2–0       | Tetsuya Mitani     |
| 35       | 2010 | Shiraishi Yuichi   | 2–1       | Tetsuya Mitani     |
| 36       | 2011 | Daisuke Murakawa   | 2–0       | Nobuaki Anzai      |
| 37       | 2012 | Makoto Kanazawa    | 2–1       | Akihiko Fujita     |
| 38       | 2013 | Akihiko Fujita     | 2–0       | Yo Seiki           |
| 39       | 2014 | Ryo Ichiriki       | 2–1       | Tatsuya Shida      |
| 40       | 2015 | Hsu Chia Yuan      | 2–0       | Tomoya Hirata      |
| 41       | 2016 | Onishi Ryuhei      | 2–0       | Toru Taniguchi     |
| 42       | 2017 | Toramaru Shibano   | 2–0       | Sun Zhe            |
| 43       | 2018 | Hirose Yuichi      | 2–0       | Onishi Kenya       |
| 44       | 2019 | Sun Zhe            | 2–0       | Koike Yoshihiro    |
| 45       | 2020 | Kotaro Seki        | 2–1       | Atsushi Sada       |
| 46       | 2021 | Sotoyanagi Sebun   | 2–1       | Ueno Asami         |
| 47       | 2022 | Sakai Yuki         | 2–0       | Otake Yu           |
| 48       | 2023 | Ueno Asami         | 2–0       | Yo Chito           |
| 49       | 2024 | Miura Taro         | 2–0       | Koki Fujii         |
| 50       | 2025 | in corso           | in corso  | in corso           |

## Plurivicitori
| Giocatore        | Vittorie | Anni                         |
| ---------------- | -------- | ---------------------------- |
| Norimoto Yoda    | 5        | 1983, 1986, 1987, 1989, 1990 |
| Keigo Yamashita  | 4        | 1998, 1999, 2000, 2001       |
| Kōichi Kobayashi | 2        | 1976, 1977                   |
| Akira Ishida     | 2        | 1978, 1979                   |
| Goro Miyazawa    | 2        | 1980, 1985                   |
| Hideki Komatsu   | 2        | 1988, 1992                   |
| Tomoyasu Mimura  | 2        | 1994, 1995                   |